# Camden (Michigan)
Camden é uma vila localizada no estado americano de Michigan, no Condado de Hillsdale.

## Demografia
Segundo o censo americano de 2000, a sua população era de 550 habitantes.
Em 2006, foi estimada uma população de 540, um decréscimo de 10 (-1.8%). Havia 214 unidades de moradia numa densidade média de 98,4/km². As raças do vilarejo eram compostas por 97,27% branca, 0,55% negra, 0,55% asiática, e 1,64% de duas ou mais raças. Hispânica ou latina eram 0,36% da população.
Havia 198 moradias nas quais 39,9% tinham crianças menores de idade morando, 46,0% eram casais vivendo juntos, 14,1% tinham donas-de-casa sem maridos, e 32,3% não eram compostas por famílias. 25,8% de todas as moradias eram de indivíduos únicos e 13,1% tinham alguém morando sozinho com 65 anos de idade ou mais. A média de pessoas nas moradias eram de 2,78 e a média de família era de 3,36.
No vilarejo a população estava distribuída por 34,0% menores de idade, 11,1% de 18 a 24, 28,4% de 25 a 44, 16,5% de 45 a 64, e 10,0% que tinham 65 anos de idade ou mais. A idade média era de 29 anos. Para cada 100 mulheres havia 103,0 homens. Para cada 100 mulheres maiores de idade, havia 85,2 homens.
A média anual de renda para uma moradia no vilarejo era de U$ 34.028, e a média anual de renda para uma família era de U$ 36.429. Homens tinham uma renda média anual de U$ 29.643 contra os U$ 21.042 para mulheres. A renda per capita do vilarejo era de U$ 13.846. Cerca de 9,2% das famílias e 12,1% da população estavam abaixo da linha de pobreza, incluindo 10,9% que eram menores de idade e 11,3% que tinham 65 anos ou mais.

## Geografia
De acordo com o United States Census Bureau, tem uma área de 2,2 km², dos quais 2,2 km² cobertos por terra e 0,0 km² cobertos por água. Camden localiza-se a aproximadamente 320 m acima do nível do mar.

## Escolas
Em Camden existem sete escolas, sendo três públicas e quatro particulares:
- Camden-Frontier High School - Pública, com uma faixa de 200 alunos (Ensino médio)
- Camden-Frontier Middle School - Pública, com uma faixa de 140 alunos (Ensino Fundamental II)
- Camden-Frontier Elementary School - Pública, com uma faixa de 300 alunos (Ensino Fundamental I e Jardim de Infância)
- New Hope Christian School - Particular do tipo Católica, não se sabe a faixa de alunos (Ensino Médio, Fundamental II, I e Jardim de Infância)
- Amish School#1 - Particular, com uma faixa de 27 alunos (Ensino Fundamental II, I e Jardim de Infância)
- Ridgeview - Particular, com uma faixa de 25 alunos (Ensino Fundamental II, I e Jardim de Infância)
- New Hope United Brethren - Particular, não se sabe a faixa de alunos (Ensino Médio, Fundamental II, I e Jardim de Infância)

## Localidades na vizinhança
O diagrama seguinte representa as localidades num raio de 20 km ao redor de Camden.